# Matt Dallas
Matthew Joseph Dallas (nascido em 21 de Outubro de 1982 em Phoenix, Arizona) é um ator norte-americano.

## Início da vida
Dallas nasceu em Phoenix, Arizona e frequentou a Arizona School for the Arts. Ele tem dois irmãos e uma irmã mais nova. Matt decidiu-se seguir pela carreira cênica aos 12 anos, quando sua avó o levou para uma peça da obra chamada O Patinho Feio. Aos 18 anos mudou-se para Los Angeles, California para tentar o seu começo artístico.

## Carreira
Dallas estrelou em vários filmes, como por exemplo Babysitter Wanted e The Indian, bem como a série de TV Kyle XY, onde interpreta o personagem Kyle XY.
Dallas pode ser visto também em Wannabe, Living the Dream, The Indian e Babysitter Wanted. Dallas também apareceu na série de grande sucesso Entourage. Em 2004, Dallas apareceu no clipe da música Geek Love.
Em 2005, Dallas estrelou com Mischa Barton o clipe da música Goodbye My Lover, de James Blunt. E em 2008 no clipe Thinking of You, de Katy Perry.
Dallas participou da série de televisão Eastwick, interpretando Chad, em alguns episódios. Em 2010, participou do telefilme The Business of Falling in Love com Hilary Duff. Esta no filme The First Ride of Wyatt Earp interpretando Bat Masterson, o filme foi lançado em 2012.

## Vida pessoal
Em 6 de janeiro de 2013, Dallas anunciou seu noivado com o namorado Blue Hamilton em sua conta do twitter. Matt e Blue adotaram um filho chamado Crow.

## Filmografia
| Filmes       | Filmes                          | Filmes             | Filmes                 |
| Ano          | Título                          | Personagem         | Notas                  |
| ------------ | ------------------------------- | ------------------ | ---------------------- |
| 2005         | Way of the Vampire              | Todd               |                        |
| 2005         | Camp Slaughter                  | Mario              | Diretamente em vídeo   |
| 2005         | Wannabe                         | Monkee             |                        |
| 2006         | Living the Dream                | Michael            |                        |
| 2006         | Shugar Shank                    | Evan               | Curta-metragem         |
| 2007         | The Indian                      | Danny              |                        |
| 2008         | Babysitter Wanted               | Rick               |                        |
| 2010         | As Good as Dead                 | Jake               |                        |
| 2010         | In Between Days                 | Ashley             | Curta-metragem         |
| 2010         | The Business of Falling in Love | Seth               | Filme para a televisão |
| 2011         | The Story of Bonnie and Clyde   | Henry Methvin      |                        |
| 2012         | The Ghost of Goodnight Lane     | Ben                |                        |
| 2012         | The First Ride of Wyatt Earp    | Bat Masterson      | Diretamente em vídeo   |
| 2012         | Naughty or Nice                 | Lance Leigh        | Filme para a televisão |
| 2012         | You, Me & The Circus            | Max                |                        |
| 2013         | Into The Heart of America       | Documentarista     | Documentário           |
| 2013         | Isolated                        | Ambassador         |                        |
| 2013         | Life Tracker                    | Scott Orenhouser   |                        |
| 2013         | Dig                             | Craig              | Curta-metragem         |
| 2013         | Life Tracker                    | Scott Orenhauser   |                        |
| 2014         | The Ghost of Goodnight Lane     | Ben                |                        |
| 2014         | 1% ERS (short)                  | Ryan               | Curta-metragem         |
| 2016         | Where Are You, Bobby Browning?  | Bobby Browning     |                        |
| 2017         | Tell Me Your Name               | Pastor John        |                        |
| 2017         | Alaska Is a Drag                | Declan             |                        |
| 2017         | Painted Woman                   | Frank Dean         | Completado             |
| 2017         | Thunder Road                    | SPC. Darryl Sparks |                        |
| por anunciar | Wake                            | Robb               |                        |
| por anunciar | Phantasmagoria: The Movie       | Don                |                        |
| por anunciar | Marbles                         | Trent              | Pré-produção           |

| Televisão | Televisão  | Televisão     | Televisão                |
| Ano       | Título     | Personagem    | Notas                    |
| --------- | ---------- | ------------- | ------------------------ |
| 2005      | Entourage  | Modelo        | Episódio: "Chinatown"    |
| 2006      | Kyle XY    | Kyle XY       | 43 episódios (2006-2009) |
| 2009      | Eastwick   | Chad          | 6 episódios              |
| 2013      | Baby Daddy | Fitch Douglas | 5 episódios              |

| Vídeo Clipes | Vídeo Clipes     | Vídeo Clipes | Vídeo Clipes              |
| Ano          | Título           | Personagem   | Notas                     |
| ------------ | ---------------- | ------------ | ------------------------- |
| 2004         | Geek Love        |              | Videoclipe de fã 3        |
| 2005         | Goodbye My Lover |              | Videoclipe de James Blunt |
| 2008         | Thinking of You  |              | Videoclipe de Katy Perry  |